# 殲滅者 (漫威漫畫)
殲滅者（英語：Annihilation (comics)），是漫威漫畫中的虛構超級反派角色，由作家史丹·李和藝術家傑克·科比所創作。殲滅者首次於《Fantastic Four Annual》#8中登場。在2009年，IGN將殲滅者列為漫畫反派百強排名第94名。

## 人物
殲滅者是負空間的領主，利用他強大的宇宙控制棒控制著負空間的居民。殲滅者在驚奇先生發現從地球到負空間的方法後遇見驚奇4超人，他多年來一直與驚奇4超人發生衝突，並經常與團隊計劃入侵地球。

## 其他媒體

### 電視
- 《蜘蛛俠和他的驚奇朋友》
- 《驚奇4超人（英语：Fantastic Four (1967 TV series)）》：由克萊德·庫薩佐（英语：Clyde Kusatsu）配音。
- 《驚奇4超人：世界最偉大的英雄們（英语：Fantastic Four: World's Greatest Heroes）》：由史考特·麥尼爾（英语：Scott McNeil）配音。
- 《Q版大英雄》：由迪·布拉雷·貝克爾（英语：Dee Bradley Baker）配音。
- 《復仇者聯盟：史上最強英雄戰隊》
- 《浩克與狂砸特工隊（英语：Hulk and the Agents of S.M.A.S.H.）》：由羅賓·阿特金·多恩斯（英语：Robin Atkin Downes）配音。
- 《終極蜘蛛俠》：由羅賓·阿特金·多恩斯配音。

### 電影
在《神奇4俠》（2015年）的原始劇本透露，殲滅者原定出演於電影中。

### 遊戲
- 《神奇4俠（英语：Fantastic Four (2005 video game)）》，由雷克斯·朗恩（英语：Lex Lang）配音。
- 《漫威超級英雄戰隊：無限手套（英语：Marvel Super Hero Squad: The Infinity Gauntlet）》，由迪·布拉雷·貝克爾配音。
- 《漫威超級英雄戰隊（英语：Marvel Super Hero Squad Online）》
- 《Marvel：復仇者聯盟（英语：Marvel: Avengers Alliance）》

## 外部連結
- Annihilus （页面存档备份，存于） 漫畫書數據庫
- Annihilus （页面存档备份，存于） 超級英雄數據庫
- Marvel Comics Database: Annihilus （页面存档备份，存于）